# Клеомед
Клеомед  (дав.-гр. Κλεομήδης) — давньогрецький астроном і філософ-стоїк. За авторством Клеомеда зберігся єдиний твір: «Вчення про колообіг небесних тіл» (дав.-гр. Κυκλικὴ θεωρία μετεώρων).
Час життя Клеомеда достовірно невідомо. Часто його відносять до другої половини I століття на підставі того, що книга Клеомеда містить безліч посилань і розлогих цитат з праць стоїка Посідонія (перша половина I століття до н. е.), але не згадує Птолемея (перша половина II століття н. е.). Однак є й інша точка зору, згідно з якою особливості предмета і методу Клеомеда не вимагали посилань на Птолемея; на думку Отто Нейгебауера, Клеомед наводить результати астрономічних спостережень, які відповідають
другій половині IV століття.